# Amazing (Tanja)
Amazing  è un singolo della cantante estone Tanja.

## Descrizione
La canzone è stata scritta da Timo Vendt e Tatjana Mihhailova ed ha partecipato, in rappresentanza dell'Estonia, all'Eurovision Song Contest 2014 tenutosi a Copenaghen.

## Tracce
1. Amazing - 3:00